# バンザイ (競走馬)
バンザイ（1921年2月11日生）は日本の競走馬、種牡馬。1920年代に競走生活を過ごし、1924年の春季帝室御賞典（目黒）、秋季優勝内国産馬連合競走（連合二哩・目黒）などに優勝した。
半姉妹（異父姉妹）に1923年の春季帝室御賞典優勝馬ピューアゴウルド、1925年の秋季御賞典優勝馬カーネーション（ともに父ガロン）、全弟に1926年秋季御賞典優勝馬コウエイがいる。

## 経歴
十五銀行頭取、公爵の松方巌が所有する千本松農場で生産される。父ダイヤモンドウェッディングは当時の名種牡馬の1頭、母・宝永はオーストラリアからの輸入馬で、血統不詳のサラブレッド系種であった。
3歳となった1924年に横浜競馬場の仲住与之助の元に入厩し、4月26日、東京開催初日の新呼馬戦でデビュー。距離1マイル1/8（約 1811m）を1分57秒37というレコードタイムで優勝すると、翌日に迎えた帝室御賞典では、エミグランドに3馬身差を付け、前日自身が記録したレコードを4秒近く短縮する1分53秒71で優勝した。このタイムは従来の日本レコード1分56秒00を遙かに上回るものであり、計測ミスではないかとの声も上がった。しかし正式にレコードと認定され、1928年にメートル法が採用されるまで終に破られなかった。翌週の開催最終日も制し、3連勝で春季開催を終える。
秋は関西へ遠征する。地元一般紙にも取り上げられるなど注目を集めたが、開催初日にオーキッドにハナ差で敗れ、初の敗戦を喫する。2日目には優勝したが、この開催のメイン競走であった阪神連合二哩には出走せず、最終日の呼馬優勝戦を制して関東に戻った。松方の所有馬で阪神に遠征したものはバンザイが唯一であり、連合二哩に出走しなかったこともあり、遠征の真意を図りかねるという声もあった。その後は、秋季東京開催初日、この翌日帝室御賞典に優勝する牝馬フロラーカツプ）に2馬身差で勝利、3日の目黒連合二哩でラレードに8馬身差を付けて優勝し、この年のシーズンを終えた。
翌1925年は、5月の東京春季開催2日目、4日目を連勝。秋季開催では、2日目に史上初めて行われた2マイル1/8（約3400m）という距離でラシカッターに4馬身差で敗れ、生涯2度目の敗戦となった。しかし続く3日目には、阪神で敗れたオーキッドに3馬身差を付け雪辱を果たすと、最終日には2週間前に横浜帝室御賞典に優勝したラレードに4馬身半の差を付けて優勝。これを最後に競走馬を引退した。
引退後、政府購買馬の第一号として農林省に1万円で買いあげられ、岩手県で種牡馬となったが、特殊競走優勝馬を出した姉ピューアゴウルドや、東京優駿（日本ダービー）優勝馬スゲヌマの母となった妹のカーネーションと比べ、目立った成績は残さなかった。1936年に売却され、以後不明である。しかし1920年代を代表する名馬の1頭として、2000年には日本中央競馬会 (JRA) が選出した「20世紀のベストホース100」に名を連ねている。

## 競走成績
| 年月日 | 年月日 | 年月日 | 競馬場 | レース名             | 頭数 | 着順 | 距離     | タイム   | 騎手   | 勝ち馬/（2着馬）     |
| ------ | ------ | ------ | ------ | -------------------- | ---- | ---- | -------- | -------- | ------ | -------------------- |
| 1924.  | 04.    | 26     | 目黒   | 新呼馬               | 2    | 1着  | 芝1 1/8M | R1:57.37 | 杉浦照 | （ラレード）         |
|        | 04.    | 27     | 目黒   | 帝室御賞典（春）     | 5    | 1着  | 芝1 1/8M | R1:53.71 | 杉浦照 | （エミグランド）     |
|        | 05.    | 04     | 目黒   | 新呼馬優勝           | 2    | 1着  | 芝1 1/4M | R2:13.60 | 杉浦照 | （ラレード）         |
|        | 10.    | 04     | 鳴尾   | 呼馬                 | 9    | 2着  | 芝1 1/4M | R2:06.99 | 杉浦照 | オーキッド           |
|        | 10.    | 05     | 鳴尾   | 呼馬                 | 2    | 1着  | 芝1 1/8M | R1:57.45 | 杉浦照 | （カツタマ）         |
|        | 10.    | 12     | 鳴尾   | 呼馬優勝             | 2    | 1着  | 芝1 1/2M | R2:37.71 | 杉浦照 | （オーキッド）       |
|        | 11.    | 15     | 目黒   | 呼馬                 | 7    | 1着  | 芝1 1/8M | R1:57.69 | 杉浦照 | （フロラーカップ）   |
|        | 11.    | 22     | 目黒   | 優勝内国産馬連合競走 | 2    | 1着  | 0 0/芝2M | R3:41.93 | 杉浦照 | （ラレード）         |
| 1925.  | 05.    | 10     | 目黒   | 呼馬                 | 9    | 1着  | 芝1 1/4M | R2:13.49 | 杉浦照 | （パアスプラウド）   |
|        | 05.    | 17     | 目黒   | 呼馬優勝             | 4    | 1着  | 芝1 3/4M | R3:20.51 | 杉浦照 | （ゴールドウイング） |
|        | 11.    | 24     | 目黒   | 混合呼馬             | 5    | 2着  | 芝2 1/8M | R3:57.49 | 杉浦照 | ラシカッター         |
|        | 11.    | 28     | 目黒   | 呼馬ハンデキャップ   | 4    | 1着  | 芝1 1/4M | R2:12.74 | 杉浦照 | （オーキッド）       |
|        | 11.    | 29     | 目黒   | 呼馬優勝             | 4    | 1着  | 芝1 1/2M | R2:45.07 | 杉浦照 | （ラレード）         |

- タイム欄のRはレコード勝ちを示す。

## 血統
| バンザイの血統（セントサイモン系）                                | バンザイの血統（セントサイモン系）         | バンザイの血統（セントサイモン系） | （血統表の出典） | （血統表の出典） |
| 父 *ダイヤモンドウェッディング Diamond Wedding 1905 鹿毛 イギリス | 父の父Diamond Jubilee 1854 黒鹿毛 イギリス | St. Simon                          | Galopin          | Galopin          |
| 父 *ダイヤモンドウェッディング Diamond Wedding 1905 鹿毛 イギリス | 父の父Diamond Jubilee 1854 黒鹿毛 イギリス | St. Simon                          | St. Angela       |                  |
| 父 *ダイヤモンドウェッディング Diamond Wedding 1905 鹿毛 イギリス | 父の父Diamond Jubilee 1854 黒鹿毛 イギリス | Perdita II                         | Hampton          | Hampton          |
| 父 *ダイヤモンドウェッディング Diamond Wedding 1905 鹿毛 イギリス | 父の父Diamond Jubilee 1854 黒鹿毛 イギリス | Perdita II                         | Hermione         |                  |
| 父 *ダイヤモンドウェッディング Diamond Wedding 1905 鹿毛 イギリス | 父の母Wedlock 1884 栗毛 イギリス           | Wenlock                            | Lord Clifden     | Lord Clifden     |
| 父 *ダイヤモンドウェッディング Diamond Wedding 1905 鹿毛 イギリス | 父の母Wedlock 1884 栗毛 イギリス           | Wenlock                            | Mineral          |                  |
| 父 *ダイヤモンドウェッディング Diamond Wedding 1905 鹿毛 イギリス | 父の母Wedlock 1884 栗毛 イギリス           | Cybele                             | Marsyas          | Marsyas          |
| 父 *ダイヤモンドウェッディング Diamond Wedding 1905 鹿毛 イギリス | 父の母Wedlock 1884 栗毛 イギリス           | Cybele                             | Maid of Palmyra  |                  |
| 母 *宝永 1907 鹿毛 オーストラリア                                 | 母の父Loombah 1900 オーストラリア          | （不詳）                           | （不詳）         | （不詳）         |
| 母 *宝永 1907 鹿毛 オーストラリア                                 | 母の父Loombah 1900 オーストラリア          | （不詳）                           | （不詳）         |                  |
| 母 *宝永 1907 鹿毛 オーストラリア                                 | 母の父Loombah 1900 オーストラリア          | （不詳）                           | （不詳）         | （不詳）         |
| 母 *宝永 1907 鹿毛 オーストラリア                                 | 母の父Loombah 1900 オーストラリア          | （不詳）                           | （不詳）         |                  |
| 母 *宝永 1907 鹿毛 オーストラリア                                 | 母の母Appearance オーストラリア            | （不詳）                           | （不詳）         | （不詳）         |
| 母 *宝永 1907 鹿毛 オーストラリア                                 | 母の母Appearance オーストラリア            | （不詳）                           | （不詳）         |                  |
| 母 *宝永 1907 鹿毛 オーストラリア                                 | 母の母Appearance オーストラリア            | （不詳）                           | （不詳）         | （不詳）         |
| 母 *宝永 1907 鹿毛 オーストラリア                                 | 母の母Appearance オーストラリア            | （不詳）                           | （不詳）         |                  |

母・宝永は公式には血統不詳であるが、1914年の春季帝室御賞典（阪神）に優勝した、父Loombah、母Appearanceの豪州産牝馬「ホーエイ」と同一視されており、実際にこの推定を元に血統表が作成された資料もある。なお、上記血統表は笠雄二郎『日本サラブレッド配合史』8頁のバンザイの血統表を参考とした。

### 主な近親
- スゲヌマ（甥 - 東京優駿、帝室御賞典（春）、横浜特別）
- ピュアソール（姪 - 東京農林省賞典）